# (71550) 2000 DG6
2000 دي جي 6 (ويعرف أيضًا باسم (71550) 2000 دي جي 6 وفق تسمية الكوكب الصغير) (بالإنجليزية: 2000 DG6)‏ هو كويكب ضمن حزام الكويكبات؛ وترتيبه 71550 من حيث الاكتشاف.
اكتُشف هذا الجُرم الفلكي بواسطة بحث لنكولن عن الكويكبات القريبة من الأرض في 28 فبراير 2000.

## وصلات خارجية
- (71550) 2000 DG6 في قاعدة بيانات مختبر الدفع النفاث لأجرام النظام الشمسي الصغيرة

- الاكتشاف · مخطط المدار ·  العناصر المدارية · المعلمات المادية

- (71550) 2000 DG6 على موقع ويكي سكاي: DSS2, SDSS, GALEX, IRAS, Hydrogen α, X-Ray, Astrophoto, Sky Map, Articles and images